# Bürgle (Heudorf)
Das Bürgle, auch Hiltenburg oder Burgleh genannt, ist der Burgstall einer früh- bis hochmittelalterlichen Wasserburg unbekannter ständischer Zuordnung nordöstlich von Heudorf, einem Stadtteil von Scheer, im Landkreis Sigmaringen in Baden-Württemberg, Deutschland.

## Geografische Lage
Die Niederungsburg vom Typus einer Turmhügelburg (Motte) liegt etwa 1000 Meter nordöstlich von Heudorf auf rund 598 Meter über Normalnull im ebenen Gelände der Gemarkung „Hohe Egerten“ am Heudorfer Bach. Der Standort des „Schlosses“ nahe am Wald kennzeichnet ein hoher, kreisrunder Hügel, in der Nähe des „Dollhofer Weg“.

## Geschichte
Historische Nachrichten zur Burg fehlen. Jedoch handelt es sich bei der Wasserburg um eine früh- oder hochmittelalterliche Anlage, die vermutlich nach ihrem Verfall geschleift wurde. Urkundlich wurde das Dorf Heudorf erstmals im Jahre 1231 erwähnt.

## Beschreibung
Es erhielten sich nur wenige Überreste der einstigen Wasserburg. Sie war von einem kreisrunden, aber mittlerweile aufgeschütteten Graben umgeben, der einen Durchmesser von 125 bis 130 Meter hatte. In ihr steht zentral der etwa zehn Meter Hohe und bewaldete Erdhügel (Motte), mit einem Durchmesser an der Basis von 70 bis 75 Meter. Dieser Hügel wird von einer ringförmigen Vorburg, und diese von einem stark verschliffenen Wall umgeben.
„Der ganze Hügel ist mit einem Wassergraben und Wall umgeben, und oben findet man noch Spuren von Gemäuer. In der Nähe sind schon öfters Pfeile und mancherley Geräthschaften ausgegraben worden. Auch hier soll ein Schloß gestanden haben.“

## Landschaftsschutzgebiet
Das Gebiet rund um den ehemaligen Burgstall ist unter dem Namen „Ehemalige Burg bei Heudorf“ als Landschaftsschutzgebiet ausgewiesen.